# 阪口京子事務所
有限会社阪口京子事務所（さかぐちきょうこじむしょ）は、東京都渋谷区にある芸能プロダクション。1993年1月に設立。代表取締役は阪口京子。

## 所属芸能人
- 内藤剛志
- 酒井敏也
- あめくみちこ

## その他
- 黒豆（当社で飼っているネコ。テレビ朝日『木曜ミステリー 警視庁・捜査一課長』に出演）